# Congrés de Cultura Catalana
El Congrés de Cultura Catalana (CCC) va ser una mobilització popular de diferents sectors de la població catalana entre els anys 1975 -1977. El Congrés va sorgir d'una reivindicació social i tenia com a objectius principals la normalització de la llengua catalana i la defensa dels drets de les persones i de la cultura catalana, entesa com la cultura pròpia dels Països Catalans.
El Congrés es va dedicar a analitzar l'estat de la cultura catalana, en tots els seus àmbits. Va analitzar des de la llengua fins al dret, de l'agricultura a la indústria, de les arts plàstiques fins a l'ordenació del territori. En total es van establir 25 àmbits culturals diferenciats; cadascun d'ells va presentar els seus treballs finals a una població dels Països Catalans.
L'esdeveniment del Congrés de Cultura Catalana va marcar l'inici de la Transició als Països Catalans. Va mobilitzar a més de 12.000 persones entre experts, acadèmics i ciutadans al voltant del debat sobre com hauria de ser la societat catalana en la democràcia. Durant els dos anys que va durar el Congrés es va treballar per analitzar l'estat de la cultura catalana i per establir un balanç de l'estat cultural dels Països Catalans. Des de cada àmbit es van redactar unes resolucions que incloïen aportacions amb projectes i iniciatives a curt i a mitjà termini, les quals havien de servir per als futurs governs dels Països Catalans: la Generalitat de Catalunya, la Generalitat Valenciana i el Govern de les Illes Balears.
La importància de la implicació i la participació de les entitats civils d'arreu del territori, així com l'adhesió de molts dels ajuntaments dels Països Catalans, van permetre el bon desenvolupament del Congrés, ja que moltes sessions de debats, reunions i els diferents actes del Congrés es varen celebrar a molts pobles i ciutats d'arreu del territori.

## Antecedents
La primera iniciativa es va dur a terme clandestinament el 19 de desembre de 1964 a Barcelona, amb uns 300 congressistes, sota el patrocini de l'abat Aureli Maria Escarré i Joaquim Rubió i Balaguer, que acordaren la celebració pública del congrés.

## El Congrés de Cultura Catalana (1975-1977)
La iniciativa de celebrar públicament el Congrés no serà aprovada fins a gener del 1975, encara sota el franquisme, per la junta de govern del Col·legi d'Advocats de Barcelona. Va rebre l'adhesió d'unes 15.000 persones i més de 1.500 entitats. Es va constituir un secretariat provisional fins que l'octubre d'aquell mateix any fou creada la comissió permanent, integrada per un total de 85 entitats de tots els Països Catalans, que nomenaren:
- President d'honor del Congrés: Jordi Rubió i Balaguer
- Vicepresidents d'honor: Joan Miró (Catalunya), Joan Fuster (País Valencià), Francesc de B. Moll (Illes Balears), Pere Ponsich (Catalunya del Nord) i Joan Martí i Alanis (Andorra).
- Comissió promotora: formada per representants de totes les entitats adherides, presidit per Miquel Casals i Colldecarrera, degà del Col·legi d'Advocats.

S'hi inscrigueren 12.400 congressistes. Alhora, el Congrés fou presentat a València el 6 d'abril de 1976, a Perpinyà el 12 de juny, a Palma el 27 de juny, a Andorra la Vella el 10 de novembre i a Barcelona el 8 de desembre, per tal d'engrescar en el projecte entitats d'arreu dels Països Catalans.
Pel novembre del 1976 els coordinadors dels àmbits dels Països Catalans redactaren la ponència de continguts culturals del Congrés, que posteriorment fou editada en tres volums, i que es pot resumir:
- Quant a la llengua, s'acordà propulsar la normalització lingüística arreu dels Països Catalans a través de la creació de departaments de planificació lingüística i defensar la unitat de la llengua catalana.
- Estimular l'estudi de la història local i reciclar els professors.
- Exigir una política educativa on el català fos la llengua vehicular a l'ensenyament.
- Reforma immediata del dret de cara al restabliment de les institucions d'autogovern.
- Disminuir els desequilibris territorials a través d'una nova ordenació política: desaparició de les diputacions i l'estructura provincial
- Promoure un nou model de desenvolupament econòmic que acabi amb els desequilibris territorials.
- Adaptar les estructures de l'IEC als nous temps i transferència del CSIC al futur govern català.
- Creació de l'Institut de Projecció Exterior de la Cultura Catalana per a projectar a l'exterior les conclusions del Congrés.

El Congrés denuncià que la política franquista cap als Països Catalans fou «conscientment i persistentment desnacionalitzadora, en un doble vessant de repressió i d'explotació que pot ésser concretat en quatre aspectes fonamentals: política d'asfíxia econòmica, política de drenatge de recursos financers, política de descapitalització científica i tècnica; i política de repressió lingüística i cultural». El 15 d'abril del 1977 s'iniciaren els actes de cloenda a Perpinyà i acabaren el 20 de novembre a Manresa. L'acte de cloenda definitiva, però, se celebrà el 27 de novembre de 1977 al Palau de Congressos i Exposicions de Barcelona, acte presidit pel M. H. President Tarradellas.

## Activitats posteriors
El 1979 es va constituir la Fundació Congrés de Cultura Catalana, amb seu al Col·legi d'Advocats de Barcelona, amb l'objecte de dur a terme les iniciatives recollides en les conclusions del Congrés. El 15 de febrer de 1994 va cedir el seu fons a l'Arxiu Nacional de Catalunya.
El 1996 la Fundació va patrocinar la commemoració del 10è aniversari del II Congrés Internacional de la Llengua Catalana, que havia estat presidit per Antoni M. Badia i Margarit. El 27 de novembre de 1997 va celebrar-se la celebració del 20è Aniversari del Congrés de Cultura Catalana, organitzada per la Fundació, amb un acte a la Universitat de Barcelona on es revisaren les resolucions del Congrés, així com un altre a la Universitat de València convocat per la Coordinadora d'Estudiants dels Països Catalans i Acció Cultural del País Valencià.

## Commemoració del 40è aniversari del Congrés
Entre els anys 2015-2017, la Fundació està realitzant la commemoració del 40è aniversari del Congrés de Cultura Catalana, sent aquest últim any 2017, el més intens respecte la commemoració. Una de les activitats principals que s'han dut a terme per la commemoració dels 40 anys, ha estat la realització de 40 entrevistes en format audiovisual a personalitats destacades que van tenir un paper actiu durant el Congrés de Cultura Catalana, com per exemple: Muriel Casals, Salvador Cardús, Isona Passola, Rafael Ribó, Patrícia Gabancho, entre d'altres.
També, s'ha creat un web per commemorar el Congrés de Cultura Catalana Arxivat 2017-02-16 a Wayback Machine. on s'hi pot trobar tota la seva història, els diferents 25 àmbits en què es va estructurar amb les respectives resolucions, les 5 campanyes que es van engegar, així com l'estructura organitzativa del Congrés. Aquest web també compta amb un mapa interactiu on es poden veure el lloc on es varen realitzar les cloendes dels àmbits. A més, de les 40 entrevistes esmentades anteriorment i totes les notícies relacionades amb aquesta commemoració.